# Onthophagus aleppensis
Onthophagus aleppensis é uma espécie de inseto do género Onthophagus da família Scarabaeidae da ordem Coleoptera.

## História
Foi descrita cientificamente pela primeira vez no ano 1843 por Redtenbacher.